# Andreu Canet i Català
Andreu Canet i Català (Barcelona, 30 de novembre de 1920 - Cardedeu, 17 de febrer de 2022) va ser un supervivent de la Lleva del Biberó que va combatre a les batalles del Segre i de l'Ebre amb la 60a Divisió. Va ser fet presoner per l'exèrcit feixista durant la desfeta republicana i deportat, malalt de tifus, a un camp de concentració on va ser condemnat a treballs forçats fins al 1943.
Més endavant es va casar amb Maria Cinta Pinyol i tingueren dos fills. Va treballar en un quiosc al vestíbul de l'estació de Plaça de Catalunya a Barcelona venent i reparant plomes estilogràfiques, bolígrafs i encenedors. Una vegada jubilat, va dedicar molt temps a fer xerrades a instituts explicant el succeït durant la guerra perquè no quedés en l'oblit. Va ser delegat de Barcelona de l'Agrupació de Supervivents de la Lleva del Biberó-41, va participar en entrevistes amb mitjans de comunicació i va col·laborar amb investigadors. Els darrers 12 anys va residir a Cardedeu.